# Битва при Посаде
Битва при Посаде (венг. Posadai csata, рум. Bătălia de la Posada) — важное в истории средневековой Румынии сражение, состоявшееся с 9 по 12 ноября 1330 года. По одной версии, битва произошла в Ловиштя в горной местности, в долине Ольта (Трансильвания). По другой версии, выдвинутой румынским историком Нягу Джувара, битва была на границе Олтении и Баната Северинского, в районе современного жудеца Караш-Северин.
Битва шла между армиями валашского воеводы Басараба I Основателя и венгерского короля Карла I Роберта Анжуйского. По данным некоторых историков, на стороне венгров также сражались куманы (потомки половцев). Небольшая армия Басараба, состоявшая из кавалерии, пеших лучников и крестьян, атаковала из засады и разбила 30-тысячную венгерскую армию. Эта битва стала поворотной точкой в истории Венгрии, которая поставила крест на надеждах Венгрии выйти к Чёрному морю и серьёзно подорвала репутацию Карла I Роберта. Валахи же, одержав эту крупную победу, сохранили суверенитет своего княжества на некоторое время.

## Предыстория

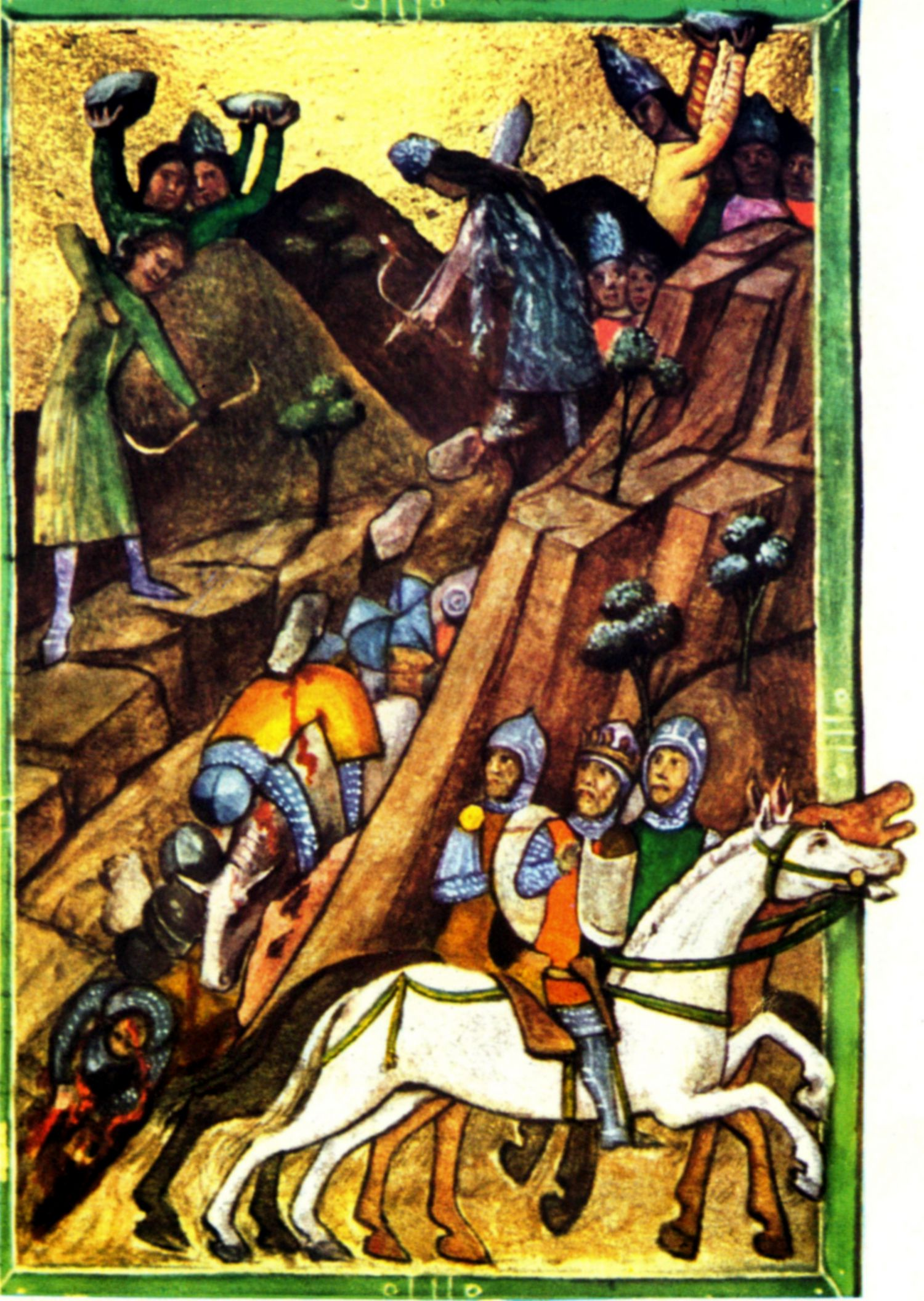
Венгерская иллюстрированная хроника, изображение битвы при Посаде: валахи спускаются с гор и атакуют оказавшихся в ловушке рыцарей

На практике эта битва последовала сразу за битвой при Вельбужде, в которой Басараб I был на проигравшей стороне, а войска валашского воеводы не могли рассчитывать на помощь через Дунай, поэтому румынские протохронисты часто считают это сражение началом независимости Валахии.
В 1324 году Валахия была вассалом Венгрии, а Басараб I являлся, по словам Карла Роберта, «нашим приальпийским воеводой». Войну против валахов начал воевода Трансильванский и будущий бан Северинский Дионисий. В 1330 году Роберт взял валашскую цитадель Северин и передал её Трансильванскому воеводе. Басараб отправил послов с просьбой прекратить военные действия, пообещав заплатить 7 тысяч марок серебром, отдать крепость Северина Роберту и даже отправить своего сына в качестве заложника.
Согласно Венгерской иллюстрированной хронике, Роберт сказал о Басарабе: «Он пастырь овец Моих, и я выведу его из гор, держа его за бороду». По другим источникам, Роберт заявил, что вытащит Воеводу из его крепость, как выводит любой пастух своих овец или быков. Королевские сановники предлагали Карлу Роберту принять предложение или дать мягкий ответ, но тот отказался и повёл свою 30-тысячную армию в Валахию без припасов и разведки. В открытом бою Басараб не имел никаких шансов, поэтому отступил вглубь Трансильванских Альп. Роберт вошёл в Куртя-де-Арджеш, столицу Валахии, но обнаружил, что Басараб бежал в горы, и ринулся за ним в погоню.

## Битва

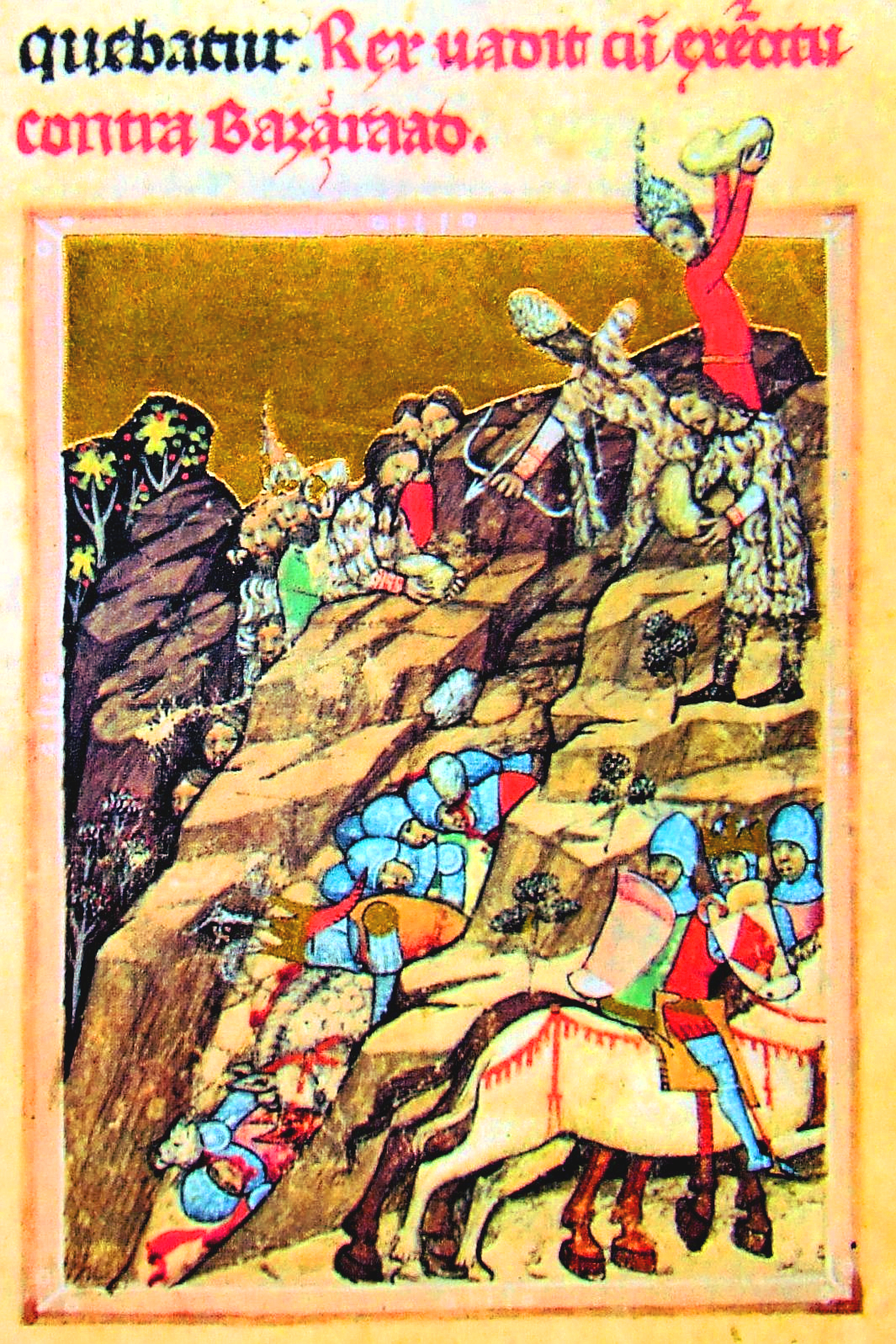
Венгерская иллюстрированная хроника, изображение битвы при Посаде

Валашская армия во главе с Басарабом насчитывала менее 10 тысяч человек: кавалерия, пешие лучники и некоторое количество крестьянских ополченцев. Однако занятые позиции на скалах давали Басарабу преимущество. Они атаковали венгерских рыцарей, спустившись с гор, и не позволили им ни атаковать в ответ по возвышенности, ни сбежать. Именно таким образцом и была перебита практически вся венгерская армия: в бою погиб воевода Трансильванский и один из священников, сопровождавший короля.
Пока Роберт видел, что его лучшие воины погибают, не имея возможности сопротивляться, валашская кавалерия заблокировала пути выхода. Роберт отдал свою королевскую мантию и символы капитану Десё, который, согласно летописям, «погиб под градом стрел и камней». Сам же Карл Роберт сбежал с небольшой свитой в Вышеград в «грязной простецкой одежде». 13 декабря 1335 года Роберт в письме сообщил, что один из воинов, «Николас, сын Радослава», спас его жизнь, ввязавшись в бой с пятью валашскими мечниками, и позволил королю бежать.

## Последствия
Валашское государство устояло, несмотря на попытки Карла I Роберта его покорить. В 1344 году Басараб отправил своего сына Николае Александру на переговоры с венграми, завершившиеся подписанием мира и восстановлением отношений. На амбициях Венгрии выйти к Чёрному морю был поставлен крест, но Венгрия восстановила своё войско и в 1337 году ввязалась в войну со Священной Римской Империей. Венгерский король остался де-юре сюзереном Валахии, пока не были решены все дипломатические споры.